# Grand Ridge (Illinois)
Grand Ridge est un village du comté de LaSalle dans l'Illinois, aux États-Unis,. Situé au sud du comté, il est incorporé le 15 juin 1891.

## Démographie
Lors du recensement de 2010, le village comptait une population de 560 habitants. Elle est estimée, en 2016, à 530 habitants.

### Source de la traduction
- (en) Cet article est partiellement ou en totalité issu de l’article de Wikipédia en anglais intitulé « Grand Ridge, Illinois » (voir la liste des auteurs).